# Modulationsart
Die Modulationsart eines Funksignals ist das Verfahren, welches beschreibt, wie auf ein Trägersignal das gewünschte Nutzsignal aufmoduliert wird. Modulationsarten werden nach einer Vorlage der Internationalen Fernmeldeunion (ITU) klassifiziert. Hierzu wird ein Schema aus neun Zeichen benutzt, das wie folgt aufgebaut ist:
BBBBMSIDX
- BBBB: Bandbreite des Signals, z. B. 6K00 (6,00 kHz)
- M: Modulationsart, z. B. A (Amplitudenmodulation)
- S: Signalart, z. B. 3 (Analogsignal)
- I: Informationsart, z. B. E (Telefonie, auch Rundfunkaussendung)
- D: Detaillierung (optional), z. B. G (Monofon)
- X: Multiplexverfahren (optional), z. B. N (kein Multiplex)

Das Beispiel 6K00A3EGN kennzeichnet z. B. ein amplitudenmoduliertes, analoges, monophones Rundfunksignal mit einer Bandbreite von 6 kHz, wie es z. B. für Mittelwellen- und Kurzwellenrundfunksender typisch ist.
Häufig werden Bandbreite, Detaillierung und Multiplexverfahren weggelassen, sodass die Bezeichnung aus nur noch drei Zeichen besteht (MSI), z. B. A3E.
Es ist zu beachten, dass manche Modulationsbezeichner äquivalent und nicht unterscheidbar sind. Der Unterschied kommt aus der Art der Aufbereitung. So kann z. B. für eine Frequenzumtastung der Oszillator eines Senders getastet werden, wodurch die Frequenz zwischen zwei Werten hin- und herspringt (FSK, Frequency Shift Keying). Das Gleiche wird erreicht, indem ein NF-Oszillator getastet wird und mit diesem Analogsignal ein J3E-Sender moduliert wird (AFSK, Audio Frequency Shift Keying).

## Bandbreite
Die Bandbreite wird durch drei Ziffern und einen Buchstaben bezeichnet. Der Buchstabe kann ein H (Hertz), ein K (kHz), ein M (MHz) oder ein G (GHz) sein. Der Buchstabe steht anstelle des Kommas.
| Bereich           | Buchstabe | Kleinster Wert | Größter Wert | Beispiel       |
| ----------------- | --------- | -------------- | ------------ | -------------- |
| 0,001 Hz … 999 Hz | H         | H001           | 999H         | 25H3: 25,3 Hz  |
| 1 kHz … 999 kHz   | K         | 1K00           | 999K         | 2K40: 2,4 kHz  |
| 1 MHz … 999 MHz   | M         | 1M00           | 999M         | 1M25: 1,25 MHz |
| 1 GHz … 999 GHz   | G         | 1G00           | 999G         | 5G65: 5,65 GHz |

## Modulationsart des Hauptträgers
| Zeichen | Bedeutung | Beispiel                                                                                 |
| ------- | --- | ---------------------------------------------------------------------------------------- |
| N       | Keine Modulation |                                                                                          |
| A       | Amplitudenmodulation | Lang-, Mittel- oder Kurzwellen-Rundfunksignal                                            |
| H       | Amplitudenmodulation (Einseitenbandmodulation, voller Träger) | Seenotruf                                                                                |
| R       | Amplitudenmodulation (Einseitenbandmodulation, reduzierter Träger) |                                                                                          |
| J       | Amplitudenmodulation (Einseitenbandmodulation, unterdrückter Träger) | Sprechfunksignal im KW-Weitverkehr (kommerzieller, militärischer oder Amateurfunkdienst) |
| B       | Amplitudenmodulation mit unterschiedlichen Seitenbändern |                                                                                          |
| C       | Amplitudenmodulation, Restseitenbandmodulation | Analoges Fernsehen                                                                       |
| D       | Amplitudenmodulation, Winkelmodulation | WLAN                                                                                     |
| F       | Winkelmodulation, Frequenzmodulation | FM-Rundfunk                                                                              |
| G       | Winkelmodulation, Phasenmodulation |                                                                                          |
| P       | Unmodulierte Pulsfolge | RADAR                                                                                    |
| K       | Amplitudenmodulierte Pulse | Fernsteuerung, Telemetrie                                                                |
| L       | Breitenmodulierte Pulse (Pulsdauer) | Fernsteuerung, Telemetrie                                                                |
| M       | Phasenmodulierte Pulse (Pulsposition) | Fernsteuerung, Telemetrie                                                                |
| Q       | Träger während eines Pulses phasenmoduliert |                                                                                          |
| V       | Kombinationen obiger Modulationen oder Verfahren, die nicht auf einer Modulation von Amplitude, Frequenz/Phase oder Pulseigenschaften beruhen.                                           |                                                                                          |
| W       | Fälle, die oben nicht aufgeführt sind, bei denen das Verfahren aus mindestens zwei simultanen oder sequentiellen Verfahren aus Amplitude, Frequenz/Phase oder Pulseigenschaften besteht. |                                                                                          |
| X       | Alles Weitere |                                                                                          |

## Signalart
| Zeichen | Bedeutung                                                                           | Beispiel                                                                                  |
| ------- | ----------------------------------------------------------------------------------- | ----------------------------------------------------------------------------------------- |
| 0       | Kein modulierendes Signal                                                           |                                                                                           |
| 1       | Einkanaliges digitales oder quantisiertes Signal ohne Verwendung eines Hilfsträgers | Teletype, FSK (Frequency Shift Keying), die Trägerfrequenz wird moduliert                 |
| 2       | Einkanaliges digitales oder quantisiertes Signal mit einem Hilfsträger              | Teletype, AFSK (Audio-FSK), mit einem Analogsignal wird ein Einseitenbandsender moduliert |
| 3       | Einkanaliges Analogsignal                                                           | Monofoner Rundfunk                                                                        |
| 7       | Mehrkanaliges digitales oder quantisiertes Signal                                   | Zweikanal-Teletype                                                                        |
| 8       | Mehrkanaliges Analogsignal                                                          | Stereo-Rundfunk                                                                           |
| 9       | Mischsignal                                                                         |                                                                                           |
| X       | Alles andere                                                                        |                                                                                           |

## Informationsart
| Zeichen | Bedeutung                           | Beispiel                   |
| ------- | ----------------------------------- | -------------------------- |
| N       | Keine Information                   |                            |
| A       | Telegrafie für aurale Aufnahme      | Morsetelegrafie            |
| B       | Telegrafie für maschinellen Empfang | Teletype                   |
| C       | Fax                                 | Wetterkarten               |
| D       | Daten, Telemetrie, Fernsteuerung    | autom. Wettermessstationen |
| E       | Telefonie, Rundfunk                 |                            |
| F       | Fernsehsignal                       |                            |
| W       | Mischungen obiger Informationsarten |                            |
| X       | Alles andere                        |                            |

## Detaillierung (optional)
Unterschieden wird zwischen Signalen mit zwei oder mehr diskreten Zuständen, Sound- und Fernsehsignalen.
| Zeichen | Bedeutung                                                                                                 | Beispiel                                 |
| ------- | --- | ---------------------------------------- |
| A       | Binärcode mit variierender Elementzahl oder Zeichendauer                                                  | Morsecode                                |
| B       | Binärcode mit konstanter Elementzahl/Zeichendauer, ohne Fehlererkennung/-korrektur                        | ASCII-Code ohne Paritätsbit              |
| C       | Binärcode mit konstanter Elementzahl/Zeichendauer, mit Fehlererkennung/-korrektur                         | ASCII-Code mit Paritätsbit               |
| D       | Code mit vier Zuständen, jeder repräsentiert ein Signalelement oder ein oder mehrere Bits                 | Zweikanal-Teletype                       |
| E       | Wie D, jedoch mehr als vier Zustände.                                                                     | Analogmodem                              |
| F       | Wie E, jedoch pro Zustand ein Zeichen                                                                     | Piccolo-Teletype: Ein Ton pro Buchstabe. |
| G       | Einkanaliges Rundfunksignal                                                                               | Mittelwellensender                       |
| H       | Zwei- oder mehrkanaliges Rundfunksignal                                                                   | FM-Stereosender                          |
| J       | Soundsignal einfacher Qualität                                                                            | CB-Funk                                  |
| K       | Soundsignal einfacher Qualität mit Frequenzinversion oder Bandaufteilung                                  | Analoger Behördenfunk                    |
| L       | Soundsignal einfacher Qualität mit zusätzlichen frequenzmodulierten Informationen zur Amplitudensteuerung |                                          |
| M       | Monochromes Fernsehsignal                                                                                 | Überwachungskameras                      |
| N       | Farbiges Fernsehsignal                                                                                    | Fernsehen                                |
| W       | Kombinationen                                                                                             |                                          |
| X       | Sonstiges                                                                                                 |                                          |

## Multiplexinformationen
| Zeichen | Bedeutung            |
| ------- | -------------------- |
| N       | Kein Multiplexsignal |
| C       | Codemultiplex        |
| F       | Frequenzmultiplex    |
| T       | Zeitmultiplex        |
| W       | Kombinationen        |
| X       | Sonstiges            |

## Häufig genutzte Modulationsarten
- A1A: Morsetelegrafie mit getastetem Träger (alt A1)
- A2A: Morsetelegrafie mit moduliertem Hilfsträger (alt A2)
- A3E: amplitudenmoduliertes Telefoniesignal (alt A3)
- A3F: amplitudenmoduliertes Videosignal (alt A5)
- J3E: SSB Einseitenbandmodulation (LSB/USB) (alt A3j)
- F1B: frequenzmodulierte Fernschreibtelegrafie durch umgetasteten Träger (alt F1)
- F1C: frequenzmodulierte Faksimileübertragung durch umgetasteten Träger (alt F4)
- F1D: frequenzmoduliertes Fernwirken durch umgetasteten Träger (alt F9)
- F2A: frequenzmodulierte Morsetelegrafie mit einem modulierten Hilfsträger (alt F2)
- F2B: frequenzmodulierte Fernschreibtelegrafie mit einem modulierten Hilfsträger (alt F2)
- F2C: frequenzmodulierte Faksimileübertragung mit einem modulierten Hilfsträger (alt F4)
- F2D: frequenzmoduliertes Fernwirken mit einem modulierten Hilfsträger (alt F9)
- F3C: analoges frequenzmoduliertes Faksimilesignal (alt F4)
- F3E: frequenzmodulierte Telefonie (alt F3)
- F3F: frequenzmoduliertes Videosignal (alt F5)
- G1A: phasenmodulierte Morsetelegrafie ohne Hilfsträger
- G1B: phasenmoduliertes Fernschreiben ohne Hilfsträger
- G1C: phasenmodulierte Fax-Übertragung ohne Hilfsträger
- G1D: phasenmodulierte Datenübertragung ohne Hilfsträger
- G2A: phasenmodulierte Morsetelegrafie mit Hilfsträger
- G2B: phasenmoduliertes Fernschreiben mit Hilfsträger
- G2C: phasenmodulierte Fax-Übertragung mit Hilfsträger
- G2D: phasenmodulierte Datenübertragung mit Hilfsträger
- G3C: phasenmodulierte Fax-Übertragung
- G3E: phasenmodulierte Telefonie
- G3F: phasenmodulierte Videoübertragung